# خاطرات یک کشیش روستا
خاطرات کشیش روستا (به فرانسوی: Le Journal d'un curé de campagne) فیلمی فرانسوی در ژانر درام به کارگردانی روبر برسون محصول سال ۱۹۵۱ است. این فیلم یکی از ستایش شده‌ترین فیلم‌های تاریخ سینمای جهان است که برای برسون جوایز بسیاری از جمله جایزه بزرگ جشنواره فیلم ونیز را به ارمغان آورد.

## بازیگران
- کلود لیدو (کشیش آمبریکور)
- ژان ریویر (کنت)
- آندره گوبرت (کشیش تورسی)
- راشل برند (کنتس)
- نیکول موری (خانم لوییز)
- فرانسوا والورب

## داستان
کلود لیدو کشیش جوان که از درد معدهٔ خود همیشه شاکی است مسئول منطقهٔ آمبریکور می‌شود و در آنجا با خانوادهٔ کنت آشنا می‌شود.کنتس بعد از مرگ پسرش حال و روز خوبی ندارد و ایمان او نیز در خطر است و بحث‌های زیادی با کشیش می‌کند ولی روز قبل از مرگش با کشیش صحبت می‌کند و ایمانش را دوباره پیدا می‌کند اما این موضوع را فقط کشیش می‌داند (کنتس در نامه‌ای این موضوع را به او توضیح می‌دهد) و همه مسئولیت پریشانی و مرگ کنتس را کشیش می‌دانند. روزهای بعد کشیش برای معالجهٔ مریضی‌اش به پاریس می‌رود و در آنجا می‌میرد.

### روایت
در فیلم آنچه بر کشیش می‌گذرد را به صورت راوی سوم شخص می‌بینیم اما هنگامی که کشیش مشغول خاطره‌نویسی است ما گفته‌های کشیش را سوار بر متن می‌شنویم.

## جوایز
- نامزد بهترین فیلم شیر طلایی جشنواره ونیز
- برندهٔ بهترین فیلم جایزهٔ بین‌المللی جشنوارهٔ ونیز
- برندهٔ بهترین فیلم منتقدین ایتالیا جشنوارهٔ ونیز